# Liste der Bodendenkmale in Plön
In der Liste der Bodendenkmale in Plön sind die Bodendenkmale der Stadt Plön nach dem Stand der Bodendenkmalliste des Archäologischen Landesamts Schleswig-Holstein von 2016 aufgelistet. Die Baudenkmale sind in der Liste der Kulturdenkmale in Plön aufgeführt.
| Denkmal-ID           | Befundart          | Bezeichnung                                   | Zeitstellung               | Lage | Bemerkungen    | Bild |
| -------------------- | ------------------ | --------------------------------------------- | -------------------------- | ---- | -------------- | ---- |
| aKD-ALSH-Nr. 002 838 | Siedlung           | Siedlung/Haus/Hof „Insel Olsborg“             | Steinzeit, Frühmittelalter |      |                |      |
| aKD-ALSH-Nr. 002 838 | Befestigung > Burg | Burg/Motte/Ringwall/Turmhügel „Insel Olsborg“ | Frühmittelalter            |      | slawische Burg |      |